# Julius Bruckus
Julius Bruckus (ur. 1 stycznia 1870 w Połądze, zm. 27 stycznia 1951 w Tel-Awiwie) – litewski lekarz i dziennikarz, działacz mniejszości żydowskiej na Litwie, syjonista, poseł na Sejm Republiki Litewskiej i minister ds. żydowskich (1923). 

## Życiorys
W 1894 ukończył studia na Wydziale Medycznym Uniwersytetu Moskiewskiego. Na uczelni zaangażował się w działalność syjonistów rosyjskich. Po powrocie na Litwę pracował jako lekarz w Mińsku, zajmował się również dziennikarstwem – wchodził w skład redakcji żydowskich pism „Woschod”, „Jewriejskaja Żyzń” i „Rasswiet”. 
Po rewolucji październikowej pracował w Piotrogrodzie, nauczał historii narodu żydowskiego w lokalnym Uniwersytecie Żydowskim. W 1922 wrócił na Litwę, gdzie dostał się do Sejmu I kadencji jako jeden z trzech posłów mniejszości żydowskiej. Po dymisji Maksa Sołowiejczyka w grudniu 1922 został na dwa miesiące ministrem rządu litewskiego ds. żydowskich. 
Nie kandydował do Sejmu II kadencji, po roku wyjechał do Niemiec, gdzie działał w berlińskim ruchu syjonistów-rewizjonistów. Po dojściu Hitlera do władzy przeniósł się do Francji, a po 1940 wyjechał do USA, ostatecznie osiedlając się w Palestynie.
Zmarł w 1951 roku i został pochowany na cmentarzu w dzielnicy Nachalat Jicchak.